# Столбец (Ровненская область)
Столбе́ц (укр. Стовпець) — село в Вербской сельской общине Дубенского района Ровненской области Украины.
Население по переписи 2001 года составляло 894 человека. Почтовый индекс — 35670. Телефонный код — 3656. Код КОАТУУ — 5621688501.